# Lampetis manipurensis
Lampetis manipurensis es una especie de escarabajo del género Lampetis, familia Buprestidae. Fue descrita científicamente por Nonfried en 1893.